# Acol (plaats)
Acol is een civil parish in het bestuurlijke gebied Thanet, in het Engelse graafschap Kent. Het is een van de kleinste gemeenschappen van Groot-Brittannië. 
Acol heeft vijf vermeldingen op de Britse monumentenlijst. Daaronder bevindt zich het achttiende-eeuwse landhuis 'Egerton Manor'.